# 江別市立野幌中学校
江別市立野幌中学校（えべつしりつ のっぽろちゅうがっこう）は、北海道江別市西野幌にある市立中学校。

## 沿革
- 1947年（昭和22年） - 江別市立江別第二中学校の分校として北海道立野幌教育研究所の一部を借用して発足。
- 1948年（昭和23年） - 野幌中学校として独立。
- 1949年（昭和24年） - 現「野幌農村環境改善センター」所在地に校舎を新設。
- 1980年（昭和55年） - 現在地に移動。

## 学校教育目標
- 自ら学び、ねばり強く課題を追求する生徒
- 広い視野を持ち、思いやりあふれる生徒
- 生命を尊重し、心身ともに健康な生徒

## 姉妹校
- グレシュム市ゴードンラッセル中学校

## 関係者

### 出身者
- 城宝匡史（プロバスケットボール選手・富山グラウジーズ所属、1998年卒業）